# I Cugini di Campagna
I Cugini Di Campagna es un grupo de música pop italiano fundado en 1970 en Roma.

## Historia
En 1970 se fundó el grupo, contratado por la Pull de Bruno Zambrini y Gianni Meccia, y su primera canción fue Il ballo di Peppe, presentada por la transmisión Alto Gradimento, dirigido por Gianni Boncompagni y Renzo Arbore.
El grupo, descubierto por los cazatalentos Gianni Meccia y Bruno Zambrini, que serán los productores de su compañía discográfica, hasta el año 1981. Los componentes de la formación, con la excepción de los hermanos Michetti, no eran siempre los mismos.
En 1973 consiguieron el éxito con la primera canción de su propia composición Anima mia y luego con Innamorata, Un'altra donna en 1974, 64 anni, Preghiera, É lei, Conchiglia bianca, Tu sei tu. En 1978 obtienen el mismo éxito con otros discos Dentro l'anima, en 1979 Solo con te y Meravigliosamente, en 1980 Metallo, No tu no, en 1981 Valeria, en 1982 Uomo mio, Cucciolo.
En 1980, el álbum Metallo, supera en la venta los álbumes más famosos del grupo.

### Formación original (1970-1972)
- Ivano Michetti , (Guitarra)
- Silvano Michetti , (Batería\Percusión)
- Flavio Paulin , (Voz\Bajo)
- Gianni Fiori, (Teclado)

### De (1973-1977)
- Ivano Michetti , (Guitarra)
- Silvano Michetti , (Batería\Percusión),
- Flavio Paulin , (Voz\Bajo)
- Giorgio Brandi, (Teclado)

### De (1978-1985)
- Ivano Michetti (Guitarra)
- Silvano Michetti, (Batería\Percusión),
- Paul Manners (Voz)
- Giorgio Brandi (Teclado)

### De (1986 al 1990)
- Ivano Michetti (Guitarra)
- Silvano Michetti, (Batería\Percusión),
- Marco Occhetti en arte Kim (Voz)
- Giorgio Brandi (Teclado)

### De 1994 al 1996
- Ivano Michetti (Guitarra)
- Silvano Michetti, (Batería\Percusión),
- Nick Luciani (Voz)
- Giorgio Brandi (Teclado)

### De 1997 a la formación actual
- Ivano Michetti (Roma, 11 de febrero de 1947), voz, autor y arreglador, instrumento de cuerdas
- Silvano Michetti (Roma, 11 de febrero de 1947), percusión, programador
- Nick Luciani (Roma, 2 de junio de 1970), voz<
- Luca Storelli (Roma, 17 de diciembre de 1967), teclados y piano, voz.

### Versiones en español
- Cariño mio/Enamorada (EMI ODEON J006-96829). Publicado por primera vez en el mercado español en 1975, presenta el grupo como Campagna.
- Amada mia/Yo te digo (Music-hall - MH 32236) Título de la versión de 1975 en Argentina de Anima mia, por lo que hay diferencias con la edición para España.
- Enamorada/El navío (Music-hall - MH 32258). que se publicó en Argentina en 1975, ofrece la canción Innamorata (enamorada), con un texto diferente a la para el mercado español y * El Navío (Il Vascello), con una disposición diferente de la versión italiana.

## Discografía

### Álbumes de estudio
- 1972 - I Cugini di Campagna (Pull) - QLP 103
- 1974 - Anima mia (Pull) - QLP 109
- 1974 - Un'altra donna (Pull) - QLP 110
- 1975 - Preghiera (Pull) - QLP 111
- 1976 - È lei (Pull)- QLP 114
- 1977 - Tu sei tu (Pull) - QLP 115
- 1978 - Dentro l'anima... e qualcosa dei giorni passati (Pull)
- 1980 - Meravigliosamente (Pull)
- 1981 - Metallo (Pull)
- 1982 - Gomma (Pull)
- 1991 - Kimera
- 1997 - Anima mia (1997)
- 1998 - Amor mio
- 1998 - La nostra vera storia
- 1999 - La storia
- 1999 - Sarà
- 2002 - Una storia infinita
- 2006 - Sapessi quanto..e la storia continua

### Sencillos
- 1970 - Il ballo di Peppe/Tolòn-Tolòn  (Pull, ZL 50092)
- 1971 - Di di Yammy/La ragazza italiana  (Pull, ZL 50176)
- 1972 - Un letto e una coperta/L'uva è nera  (Pull, ZL 50181)

5 de junio de 1973 - Anima mia/Te la dico  (Pull, QSP 1004)
- 1974 - Innamorata/Il vascello  (Pull, QSP 1006)
- 1974 - Un'altra donna/Un debole respiro  (Pull, QSP 1008)

3 de junio de 1975 - 64 anni/Oh Biancaneve  (Pull, QSP 1010)
- 1975 - Preghiera/A.A... Ragazza cercasi  (Pull , QSP 1011)

25 de junio de 1976 - È lei/Love me sweetheart  (Pull, QSP 1013)
- 1977 - Conchiglia bianca/Oh Eva  (Pull, QSP 1017)
- 1977 - Tu sei tu/Donna  (Pull, QSP 1018)
- 1977 - Viva D'Artagnan/La prima cosa (che devi sapere) (Pull, QSP 1019)
- 1978 - Dentro l'anima/Halloo cousins! (Pull, QSP 1021)
- 1979 - Solo con te/Mister Paul  (Pull, QSP 1026)
- 1979 - Meravigliosamente/Festa  (Pull, QSP 1029)
- 1980 - No tu no/Metallo  (Pull, QSP 1030)
- 1981 - Valeria/Floridia  (Pull, QSP 1032)
- 1982 - Uomo mio/Elastico  (CCRC, CCRCNP-500)
- 1982 - Cucciolo/Volando  (CCRC, CCRCNP-503)
- 1983 - Il saltapicchio/Il saltapicchio (versión para D.J.) (es de los hermanos Michetti, con el nombre de "Cespuglio")  (Fonit Cetra, SP-1806)
- 1985 - Che cavolo d'amore
- 2002 - Vita della mia Vita
- 2006 - Sapessi quanto